# Dacus inopinus
Dacus inopinus är en tvåvingeart som beskrevs av Munro 1948. Dacus inopinus ingår i släktet Dacus och familjen borrflugor. Inga underarter finns listade i Catalogue of Life.